# Església de Sant Pere Molanta
L'Església de Sant Pere Molanta és una església del municipi d'Olèrdola (Alt Penedès) protegida com a bé cultural d'interès local.. L'església de Sant Pere apareix documentada ja des del 991 (dotació de Sant Miquel d'Olèrdola). Va ser totalment reconstruïda l'any 1744.

## Descripció
L'església parroquial de Sant Pere Molanta està situada a la barriada de Cal Sadurní, propera al nucli urbà de Sant Pere Molanta. És una església de tres naus amb capçalera rectangular. La volta de la nau central és de canó seguit amb llunetes, i les de les naus laterals són d'aresta. Hi ha arcs de mig punt sobre pilars, que separen les naus. La façana, d'estil barroc popular, té una gran simplicitat compositiva, amb coronament ondulat i el campanar sobre una nau lateral, de planta quadrada i coberta de pavelló. Hi ha sepulcres antropomorfs.